# Identidad vocacional
Etimológicamente, el término vocacional, se caracteriza por un doble significado, proveniente del Latín, «vocatio-onis», que significa  “llamado” y; «vox» que significa “voz”. Influye en el significado dual del concepto vocacional, ya que, por un lado, puede emplearse como el llamado externo al sujeto;o inclinación personal, es decir la “voz” que lo guía hacia determinada tarea.

## Definición

### Vocación
Es un concepto que implica motivos, e intereses  que orientan a la persona a  aquello que quiere hacer en la vida. En sentido, se requiere la articulación de las oportunidades y limitaciones de la realidad, por lo tanto se trata de un concepto, dinámico y multidireccional. Es decir que la vocación se forma y construye a lo largo de la vida por medio del de reconocimiento, 
de capacidades, fortalezas y debilidades.

### Identidad vocacional
Es un proceso expresado en términos ocupacionales y profesionales. Generalmente, es un proceso consciente e inconsciente que implica la elección y preparación de una profesión, así como un progreso a futuro. Además proceso de elaboración de la identidad vocacional se logra integrando aspectos de la identidad personal. No se trata de una elección en determinado momento, tampoco de una elección innata, sino que es una construcción que se inicia desde la infancia, a través de la exploración del entorno, el juego, y la asimilación de roles sociales; y  se consolida entre la adolescencia y la juventud. En psicología, la persona puede desarrollarse adecuadamente cuando alcanza su identidad vocación; eso implica elegir una actividad por encima de otra, y además, expresa la integración del ideal personal de vida, teniendo en cuenta el contexto social de la realidad.

## Implicancias

### Conocimiento personal
El reconocimiento de fortalezas y debilidades, así como de gustos e intereses, es fundamental para la  autovaloración personal, la cual es necesaria para el desarrollo de la Identidad vocacional.  Es conocimiento, se da a lo largo de la vida de la persona, inicia en los a partir de la calidad de las primeras interacciones, especialmente sus padres. Con el paso del tiempo el conocimiento  personal implicará el desarrollo de la autoestima y autoconcepto, sin embargo, esto se logrará con el adecuado acompañamiento de  adultos y la calidad de la educación  que permitan a la persona su conocimiento y valoración. Finalmente este autoconocimiento, permitirá la formación de metas y la adquisición de compromisos que permitirán el desarrollo de la identidad vocacional; de este modo se podrán integrar las características de interés personal con las oportunidades y demandas de la sociedad.

### Exploración
Desde la infancia, la persona ha tenido la oportunidad de obtener información del entorno en el que se desarrolla, desde las experiencias a lo largo de su vida. La persona debe procurar buscar información sobre las posibilidades de lo que pretende alcanzar; y así, en conjunto con el conocimiento personal, llegar a elegir sobre el rumbo que seguirá su vida. Especialmente, en la adolescencia es importante la exploración en todo aspecto antes de comprometerse con alguna opción. Esto para evitar incertidumbre y frustración, durante la formación de la identidad vocacional.

### Compromiso
Implica un previo conocimiento personal, así como la exploración.  Luego, tras la elección de opción,  se buscará la dedicación personal para el logro de los objetivos y metas. Lo ideal es enfocarse, luego de un periodo de exploración y llegar así un compromiso con la decisión que refleja su proyecto de vida. Sin embargo, es preciso considerar que en algunas oportunidades, el compromiso responde a decisiones prematuras, resultado del poco conocimiento y exploración: o también a las expectativas paternas, lo cual además, puede generar la postergación de compromisos personales reales.

### Visión a futuro
Una vez que la persona, ha adquirido conocimiento de sí mismo logra la adquisición de compromisos para alcanzar sus propósitos, surge en cada quien  una expectativa sobre resultados a futuro. Por un lado, es necesario un conocimiento y visión del mundo, es decir la percepción de la realidad en la que se encuentra la persona. Por otro lado, es fundamental, conocer las demandas de la cultura y relaciones cercanas. De modo que poco a poco, se va incorporando, el rol personal al rol cultural. En ese sentido, se trata de que la persona pueda descubrir cómo integrar sus ideales y qué esperar en el futuro. Es, esta visión de futuro la que motivará e impulsará a cada persona a proyectarse y delimitar metas. Finalmente, es necesario que  la visión a futuro que se ha construido por la persona incluya sueños e ideales, pero sobre todo que sea realista, y vaya acorde con la realidad en la que vive.

## Tipos de identidad vocacional

### Lograda
Es la identidad que implica el pensamiento autónomo, racional y flexible. Generalmente, se caracteriza por apertura hacia experiencias e ideas así como la planificación. Las personas que han alcanzado este identidad, formulan planes más realistas y acorde con sus proyectos de vida. Por otro lado, se asume la adquisición de compromisos, luego de una exploración previa de las oportunidades, por lo cual, se trataría de un compromiso reflexivo que  permite el desarrollo de la identidad vocacional. Se considera que su visión a futuro es mucho más realista y generalmente con expectativas satisfactorias.
| Identidad | "¿Qué carrera deseas estudiar?" |  |
| --------- | --- |  |
| Lograda   | "Después de haber hecho una exploración exhaustiva por el campo de las Ciencias Humanas y reflexionar, elijo Psicología por ser la carrera que más me apasiona y a través de la cual podré desarrollarme, dado mis aptitudes, en el plano organizacional, específicamente en el área de clima laboral" |  |

### Moratoria
En esta identidad, lo característico es el cuestionamiento de las oportunidades y demandas del entorno social. Asimismo, implica un estilo flexible e intuitivo, marcado por confusión, sin embargo, también puede ser un proceso para consolidar la autonomía y proyectos personales. La identidad moratoria, puede definirse como una etapa de crisis constructiva, en la cual, interesa la  búsqueda de un camino propio, sin la imposición de valores o metas externos, de manera que se llegue a alcanzar una identidad lograda.
| Identidad | "¿Qué carrera deseas estudiar?" |  |
| --------- | --- |  |
| Moratoria | "Aún no sé qué carrera elegir ni en qué seré lo suficientemente bueno, pero seguiré explorando acerca de las carreras profesionales y de mis propias aptitudes para poder elegir bien" |  |

### Difusa
Esta identidad está caracterizada por un estilo evitativo o desorganizado. Generalmente, la persona no tiene control suficiente sobre su proyecto de vida y futuro, se niegan a  tomar una decisión que permita el desarrollo de su identidad. Esta identidad  está asociada a la ausencia de exploración y la incapacidad de establecer compromisos, esto está estrechamente en relación con la influencia de los padres, ya que normalmente, son padres que no han establecido límites ni apoyado a la persona.
| Identidad | "¿Qué carrera deseas estudiar?"                                                                |  |
| --------- | ---------------------------------------------------------------------------------------------- |  |
| Difusa    | " No sé qué carrera elegir, pero tampoco estoy interesado en explorar opciones en este tiempo" |  |

### Cerrada
Se trata de aquella identidad en la que la persona, ha tomado alguna decisión sin explorar, y se ha cerrado a otras oportunidades. Aparentemente, está segura de la elección, sin embargo, sólo está reflejando decisiones que ha tomado sin previa reflexión. Este tipo de identidad, presenta características de un estilo normativo rígido, generalmente hay conformidad con las indicaciones y expectativas externas, como padres o profesores. Por lo tanto, el nivel de compromiso es mínimo, ya que no ha habido la reflexión necesaria, Quizás, se demuestra seguridad pero sin pasar por una etapa de exploración o de confrontación de sus deseos con las oportunidades reales de alcanzarlos. etc.
| Identidad | "¿Qué carrera deseas estudiar?" |  |
| --------- | --- |  |
| Cerrada   | " Bueno, mi abuelo y mi padre fueron abogados, por eso tengo que estudiar derecho para poder hacerme cargo del despacho que ellos me han heredado y seguir haciendo honor al apellido" |  |

## Papel de la educación escolar
El espacio educativo tiene vital importancia en el proceso de construcción y fortalecimiento de la identidad vocacional, propiciando que los estudiantes lleguen a las últimas etapas de la escolaridad con una visión más clara de lo que realizarán en el ámbito posterior a la escuela, demostrando así seguridad en la toma de sus decisiones, además de la capacidad para hacer una evaluación crítica de la información recibida en los años de estudio por parte de la institución educativa. Por otro lado, cuando los programas educativos favorecen esta formación vocacional desde edad temprana, tienen mayor impacto y consecuencias positivas a diferencia de cuando sólo se limita a la etapa de la elección de la carrera al final de la secundaria. Sin embargo, en los últimos años de escolaridad es más necesaria la orientación, información y acompañamiento para el escolar, de tal manera que pueda absolver sus dudas y orientar sus expectativas, así como su proyecto vital, hacia un terreno factible; siendo los Programas de Orientación Vocacional para estudiantes de nivel secundaria uno de los apoyos más fuertes para el educando.